# شوهی نانبا
شوهی نانبا (انگلیسی: Shohei Nanba؛ زادهٔ ۲ فوریهٔ ۱۹۹۱) بازیگر اهل ژاپن است.